# Cytaea frontaligera
Cytaea frontaligera är en spindelart som först beskrevs av Tord Tamerlan Teodor Thorell 1881.  Cytaea frontaligera ingår i släktet Cytaea och familjen hoppspindlar. Inga underarter finns listade i Catalogue of Life.